# Тарутинский, Александр Васильевич
Александр Васильевич Тарутинский (ноябрь 1898 — 29 апреля 1938) — советский военный политработник.

## Биография
Родился в ноябре 1898 года в Санкт-Петербурге. По национальности русский. Родителей не помнит, так как сразу после рождения был сдан в Петербургский воспитательный дом. С двухлетнего возраста воспитывался в семье крестьянина села Позы Лужского уезда Петербургской губернии Д.И. Болбукова. Окончив в 1912 г. сельскую школу, поступил в Мариинскую учительскую семинарию (г. Павловск), которую окончил в 1916 г. После этого работал учителем в деревне Городня Гдовского уезда Петроградской губернии. В марте 1917 г. призван в Российскую императорскую армию и направлен в учебную команду 173-го запасного пехотного полка. С июля 1917 г. в действующей армии — в 150-м пехотном полку. В конце 1917 г. из армии демобилизован, последний чин в старой армии — младший унтер-офицер. До сентября 1918 г. работал в селе Позы в комитете бедноты и заместителем председателя сельского Совета. С сентября 1918 г. по март 1919 г. работал учителем в селе Видони Лужского уезда. Член РСДРП(б) с января 1918 г.
С 1918 г. в партизанском отряде. С марта 1919 г. добровольно вступил в РККА. Участник Гражданской войны в России: воевал на Восточном и Южном фронтах в составе 51-й стрелковой дивизии. В годы войны занимал должности: политбойца, учителя, военкома батальона 455-го и помощника военкома 454-го стрелковых полков, военкома 152-й стрелковой бригады 51-й стрелковой дивизии.
После Гражданской войны на ответственных должностях политсостава. В 1921-1923 гг. — военком 152-й стрелковой бригады, военком 151-го и 153-го стрелковых полков. С февраля 1923 г. — помощник военкома 51-й Перекопской стрелковой дивизии, военком 95-й стрелковой дивизии, военком штаба 1-го кавалерийского корпуса. С февраля 1924 г. — начальник политотдела 3-й Бессарабской кавалерийской дивизии. С февраля 1925 г. — начальник политотдела, а с октября того же года — военком 9-й отдельной Дальневосточной кавалерийской бригады. С сентября 1927 г. — начальник политотдела 2-й отдельной Кавказской кавалерийской бригады. В 1929 г. окончил политическое отделение КУВНАС при Военной академии имени М.В. Фрунзе. С марта 1931 г. — начальник политотдела 7-й Самарской кавалерийской дивизии. С июля 1932 г. — военком и начальник политотдела 6-й авиабригады. С февраля 1933 г. — военком, а с июля того же года помощник командира 4-го стрелкового корпуса по политической части. Член ЦК Компартии Белоруссии. Делегат XVII съезда ВКП(б), проходившего с 26 января 1934 по 10 февраля 1934 г., с совещательным голосом. С сентября 1935 г. — заместитель начальника политуправления Белорусского военного округа по работе в ВВС и мото-механизированных войсках.
С введением в конце 1935 г. в Красной армии и флоте персональных званий присвоено звание дивизионного комиссара. С 14 августа 1937 г. — член Военного совета Уральского военного округа.
В своём докладе на заседании Военного совета при Народном комиссариате обороны СССР он подчеркнул, что Военным советом округа и лично им проделана огромная работа: «В результате всей работы, которая за этот период проведена нужно заявить, что и политически, и морально части окрепли, повысилась бдительность, сигнализация о  безобразиях снизу, активность бойцов повысилась, лучше стали работать партийные организации, стали ближе подходить, вплотную, к вопросам боевой подготовки и вопросам политического воспитания людей».
С декабря 1937 г. в распоряжении Управления по командно-начальствующему составу РККА.
Арестован 4 февраля 1938 г. Обвинялся в участии в военном заговоре в войсках Белорусского военного округа. В ходе допросов следователями УНКВД БССР Кривушей, Наседкиным, Дранишниковым были получены признательными показания Тарутинского. Он признал, что «вовлёк в заговор Ермольчика, Лосева, Шаврова, Кольцова и Иванова. В суде от своих показаний отказался как от ложных и виновным себя не признал и заявил, что на предварительном следствии оклеветал себя». Приговорен ВКВС СССР 29 апреля 1938 г. за то, что он «являлся участником антисоветского военного заговора, в который был вовлечён в 1936 г. И.П. Уборевичем и по его заданию проводил подрывную деятельность, направленную к срыву боевой подготовки частей ВВС Белорусского военного округа, разлагал дисциплину среди начальствующего состава, а также ухудшал бытовые условия с  целью вызвать недовольство у начсостава» к высшей мере наказания. Приговор приведен в исполнение в тот же день. Причиной потери им политического доверия в глазах военно-политического руководства страны явилось сокрытие Тарутинским факта, что его жена являлась сестрой арестованных за шпионаж братьев Михаила и Ивана Чумаков. В конце декабря об этом стало известно в Главной военной прокуратуре, а 5 января 1938 г. врид Главного военного прокурора РККА диввоенюрист Гродко докладывал об этом наркому обороны К.Е. Ворошилову. Определением Военной коллегии от 25 февраля 1956 г. реабилитирован.
Политические руководители УрВО старались официально продемонстрировать свою преданность режиму, подчеркнуть при этом, что имеющиеся в  округе недостатки образовались исключительно в результате происков замаскированных врагов. Выступающими на партконференции УрВО в 1938 г. основная вина в развале партийной работы и массовых увольнениях политработников возлагалась на бывшего начальника политуправления и Члена Военного совета округа А.В. Тарутинского. Именно «враг народа Тарутинский» давал провокационные установки в  парторганизации частей, качество работы парторганизаций оценивал «исходя из количества исключенных из партии, а не действительных разоблачений», он же «давал указания, что — «если нет достаточных материалов — выражайте политическое недоверие, пусть потом сами доказывают, что они не враги» и т.д.»

## Воинские звания
Дивизионный комиссар — 28.11.1935 (приказ НКО № 2488 от 28.11.1935).

## Награды
Орден Красной Звезды (25.05.1936)